# 1710

## Esdeveniments
Països catalans
- 3 de juliol - Hannover (Alemanya): Rússia i el ducat de Brunswick-Lüneburg s'alien amb el Tractat de Hannover de 1710 durant la Gran Guerra del Nord.[1]
- 27 de juliol - Almenar (el Segrià): les tropes aragoneses derroten les borbòniques, les quals es veuen obligades a abandonar el Principat en la batalla d'Almenar (guerra de Successió).

Resta del món
- 4 de juliol - Riga (Letònia)): la ciutat de Riga signa la Capitulació i s'integra a l'Imperi Rus.[2]
- 29 de setembre - Pernau (Estònia)): la ciutat de Tallinn signa la Capitulació i s'integra a l'Imperi Rus.[2]
- 9 de desembre - Brihuega (Província de Guadalajara, Castella la Manxa: l'exèrcit franco-castellà guanya el setge de Brihuega durant la guerra de Successió Espanyola.
- 20 de desembre - Villaviciosa de Tajuña (Província de Guadalajara): tot i que hi va haver un empat tècnic en la batalla de Villaviciosa de Tajuña, aquesta va resultar una victòria estratègica de l'exèrcit borbònic a la Guerra de Successió Espanyola.
- Pequín esdevé la ciutat més poblada del món
- Giambattista Vico publica De antiquissima Italorum sapientia ex latinae linguae originibus eruenda[3]
- Rússia adopta l'alfabet ciríl·lic modern

## Naixements
- 15 d'abril, Brussel·les: Marie-Anne de Camargo, ballarina francesa que renovà la tècnica i la indumentària de la dansa.[4]
- 25 de setembre, Fullerö (Suècia): Augustin Ehrensvärd, enginyer militar suec
- 22 de novembre, Weimar (Turíngia): Wilhelm Friedemann Bach, compositor alemany (m. 1784)
- Nàpols: Salvatore Lanzetti, músic italià.

## Necrològiques
Països Catalans
- 24 d'abril, Lima (Perú): Manuel de Sentmenat-Oms de Santa Pau i de Lanuza, militar, polític i diplomàtic català, marquès de Castelldosrius i vint-i-tresè virrei del Perú.[5]

Resta del món
- 16 de gener: La Flèche (França): Jean de Fontaney, jesuïta francès, matemàtic, astrònom, missioner a la Xina (n. 1643).